# NGC 922
NGC 922 este o emission-line galaxy⁠(d) situată în constelația Cuptorul. A fost descoperită în 17 noiembrie 1784 de către William Herschel. Se află la o distanță de 43,1 de megaparseci de Pământ.